# ایسکاز
ایسکاز (به مجاری: Iszkáz) یک شهرداری در مجارستان است که در وسپرم واقع شده‌است. ایسکاز ۱۵٫۷۴ کیلومتر مربع مساحت و ۴۰۰ نفر جمعیت دارد.